# 541 v.Chr.
Het jaar 541 v.Chr. is een jaartal volgens de christelijke jaartelling.

## Gebeurtenissen

### Perzië
- In het Perzische Rijk wordt het invoegen van extra maanden, de intercalatie, bij decreet geregeld.
- Cyrus II begint een veldtocht tegen Babylon, het Perzische leger steekt de ondoorwaadbare rivier Gyndes over.